# Camila Zárate
María Camila Zárate Mahecha (Bogotá, 11 de mayo de 1987) es una actriz y presentadora colombiana. Reconocida principalmente por protagonizar El penúltimo beso como Noelia Fernández Santamaría. Además, por su participación en telenovelas como Chepe Fortuna, Rafael Orozco, el ídolo, Dulce amor y El Cartel de los Sapos: el origen.

## Biografía
Inició su carrera a muy corta edad, formándose en escuelas como "Los Monachos" de María Angélica Mallarino y luego en la escuela de teatro musical Misi. 
Pasó a trabajar en la televisión colombiana, con su papel protagónico en El penúltimo beso en 2009. A los 16 años empezó a trabajar como locutora en las principales emisoras de radio de su país, tales como Los 40 principales, La Mega, la W Radio y más tarde como anfitriona del Cuaderno de Canal 13 y Nickneim zona de City Tv en directo. También fue presentadora de Mucha Música.
En 2010 participó en Chepe Fortuna, donde interpretó a la ambiciosa Herlinda Fortuna. Inicialmente fue elegida en el papel protagónico, pero Camila rechazó la propuesta porque quería preparar de forma más profesional y este papel fue otorgado a Taliana Vargas. Su primer proyecto internacional fue con la cadena MTV Latinoamérica en la serie Popland!.
En 2015 regresó como protagonista de la versión colombiana de la novela argentina Dulce amor, donde interpretó a Verónica Toledo.
Más tarde decide irse a vivir a México donde conoció la artesanía, la cual actualmente es uno de sus pasatiempos favoritos.
Al regresar a Colombia protagoniza la serie Las Vega's y más tarde haría parte del elenco de la película El olvido que seremos dirigida por el español ganador de un Óscar, Fernando Trueba.
En 2021, luego de vivir una nueva temporada en México, regresa a Colombia para participar en una nueva temporada de la icónica serie El cartel de los sapos, interpretando a Rosario Villareal, la esposa de uno de los protagonistas de la serie. 
En 2022, obtiene su segundo papel coprotagónico internacional para la segunda cadena estadounidense de habla hispana más importante de los Estados Unidos Telemundo, interpretando a Cristina en Ligeramente Diva, bajo el sello de Sony Pictures.
En 2023, obtiene su primer papel antagónico principal en Ana de nadie, nueva versión de la icónica Señora Isabel, donde interpreta a Magdalena Zea, esposa de Joaquín Cortés (Sebastián Carvajal), un periodista treintañero con gran reconocimiento en el país. Con la llegada de Ana Ocampo (Paola Turbay) a sus vidas, se verá en peligro su relación, generando un sinnúmero de conflictos a tal punto de pensar en separarse, pero en medio se encuentra su hijo Teo.

## Filmografía

### Televisión
| Año       | Título                            | Personaje                         | Rol          | Canal              |  |
| --------- | --------------------------------- | --------------------------------- | ------------ | ------------------ |  |
| 2008-2009 | El penúltimo beso                 | Noelia Fernández                  | Protágonista | Canal RCN          |  |
| 2010-2011 | Chepe Fortuna                     | Herlinda Fortuna / Emilda Fortuna | Reparto      | Canal RCN          |  |
| 2011      | Popland!                          | Trinidad González Catán "Trini"   | Reparto      | MTV                |  |
| 2012-2013 | Rafael Orozco, el ídolo           | Luisa de Orozco                   | Reparto      | Caracol Televisión |  |
| 2015-2016 | Dulce amor                        | Verónica Toledo                   | Protagonista | Caracol Televisión |  |
| 2016-2017 | La ley del corazón                | Celeste Bernardi                  | Invitada     | Canal RCN          |  |
| 2016-2017 | Las Vega's                        | Antonia Vega                      | Protagonista | Canal RCN          |  |
| 2021      | El Cartel de los Sapos: el origen | Rosario Villareal                 | Reparto      | Netflix            |  |
| 2022      | Ay Hombre!                        | Juliana                           | Protagonista | Canal 13           |  |
| 2023      | Ana de nadie                      | Magdalena Zea                     | Antagonista  | Canal RCN          |  |
| 2025      | María La Caprichosa               | Mariana                           | Antagonista  | Caracol Televisión |  |

## Programas
| Año       | Título                | Personaje    | Nota     |
| --------- | --------------------- | ------------ | -------- |
| 2005-2006 | La Tapa y el cuaderno | Presentadora |          |
| 2006-2008 | Nikneim, Mucha Música |              |          |
| 2019      | Resonantes            | Presentadora | Canal 13 |

## Cine
| Año  | Título                | Personaje                   | Nota |
| ---- | --------------------- | --------------------------- | ---- |
| 2020 | El olvido que seremos | Sol Beatriz Abad Faciolince |      |

## Premios y nominaciones
Premios TVyNovelas
| Año  | Categoría                              | Telenovela o Serie | Resultado |
| ---- | -------------------------------------- | ------------------ | --------- |
| 2016 | Mejor actriz protagónica de telenovela | Dulce amor         | Nominada  |

!2006 -2007!! Mejor presentadora de variedades.
| Anexo:Premios TVyNovelas (Colombia) 2007